# Infirmier de bloc opératoire
 (mars 2020).
Si vous disposez d'ouvrages ou d'articles de référence ou si vous connaissez des sites web de qualité traitant du thème abordé ici, merci de compléter l'article en donnant les références utiles à sa vérifiabilité et en les liant à la section « Notes et références ».
L'infirmier de bloc opératoire (ou panseur instrumentiste) est une spécialisation du métier d'infirmier. La dénomination exacte varie selon les pays : 
- en France : Ibode (infirmiers de bloc opératoire diplômés d'État) ou encore « panseur(se) instrumentiste » ;
- en Suisse : 2 filières donc 2 dénominations: IDDO (infirmier diplômé dans le domaine opératoire) et TSO (technicien en salle d'opération) le TSO n'a pas de diplôme d'infirmier.

## Description
Ces professionnels exercent au sein d'une équipe dans les blocs opératoires. En collaboration étroite avec le chirurgien, l'infirmier de bloc opératoire prend en charge le patient dès son arrivée en salle d'opération jusqu'à la fin de l'intervention, en salle de réveil.
Son rôle se détermine par trois appellations : l'infirmier circulant, l'instrumentiste et l'aide opératoire. Il se doit de gérer l'intégralité de l'intervention chirurgicale, quelle que soit la discipline. Il est spécifiquement responsable de :
- gérer le bon déroulement de l'intervention chirurgicale
- respecter et faire respecter les règles d'hygiène, d'asepsie et de sécurité
- l'enregistrement de la traçabilité de tous les produits, matériels et actes dispensés pendant l'opération.

Partenaire indispensable de l'opérateur et de l'équipe d'anesthésie (notamment l'IADE), l'infirmier de bloc opératoire a d'autres missions inhérentes à sa fonction :
- la stérilisation (modes, contrôles, etc.) ;
- la formation et l'encadrement ;
- l'évaluation de la qualité ;
- la gestion des risques.

## Appellations
- Panseur-instrumentiste.
- Infirmier circulant.
- Infirmier de bloc opératoire.
- Aide opératoire.
- Technicien de salle d’opération.
- Infirmier aide opératoire.
- Infirmier de bloc opératoire instrumentiste.

## Formation enFrance
Les études durent 24 mois ; celles-ci se décomposent en cours de chirurgie (anatomie, physiologie, techniques opératoires) et en stages au sein de blocs opératoires dans pratiquement toutes les spécialités, ainsi que quatre stages obligatoires dans les secteurs d'hygiène, d'endoscopie, de radiologie interventionnelle et de stérilisation.
Le diplôme délivre le grade de master depuis l'année académique 2023-2024,, associé au niveau 7 du Répertoire national des certifications professionnelles.

## Formation enSuisse
La formation IDDO est une formation post-diplôme infirmière. Elle dure 2 ans en cours d'emploi, alternant pratique et cours théoriques. Elle est régie et certifiée par l'ASI (Association Suisse des Infirmières/ers).
La formation de technicien en salle d'opération dure 3 ou 4 ans dans une École supérieure de santé. La formation comporte plusieurs stages de courtes durées et un dernier stage de plusieurs mois dans le même établissement. Le diplôme est enregistré par la Croix-Rouge suisse.

## Rôle
- Accueillir et installer le patient.
- Travailler dans une équipe médico-chirurgicale et collaborer avec tous les membres de cette équipe.
- Aider le chirurgien.
- Gérant et en contrôlant l’instrumentation, le matériel utilisé.
- Soins infirmiers aux patients avant, pendant et après l'opération.
- Participation à des examens d'endoscopie et de radiologie.
- Partagez les informations avec l'équipe médicale.
- Hygiène et stérilisation hospitalières.
- Échantillonnage multiple.

## Lieux d'exercice du métier
Hôpital public, services de soins, de rééducation et médico-technique ou/et des cliniques, peut agir en service de stérilisation centrale, et organisation humanitaire.

## Compétences nécessaires
Le métier panseur au bloc opératoire demande d'être habile, réactif, rapide et calme en cas d'urgence avec de bonnes compétences interpersonnelles.